# Dây cầu nguyện

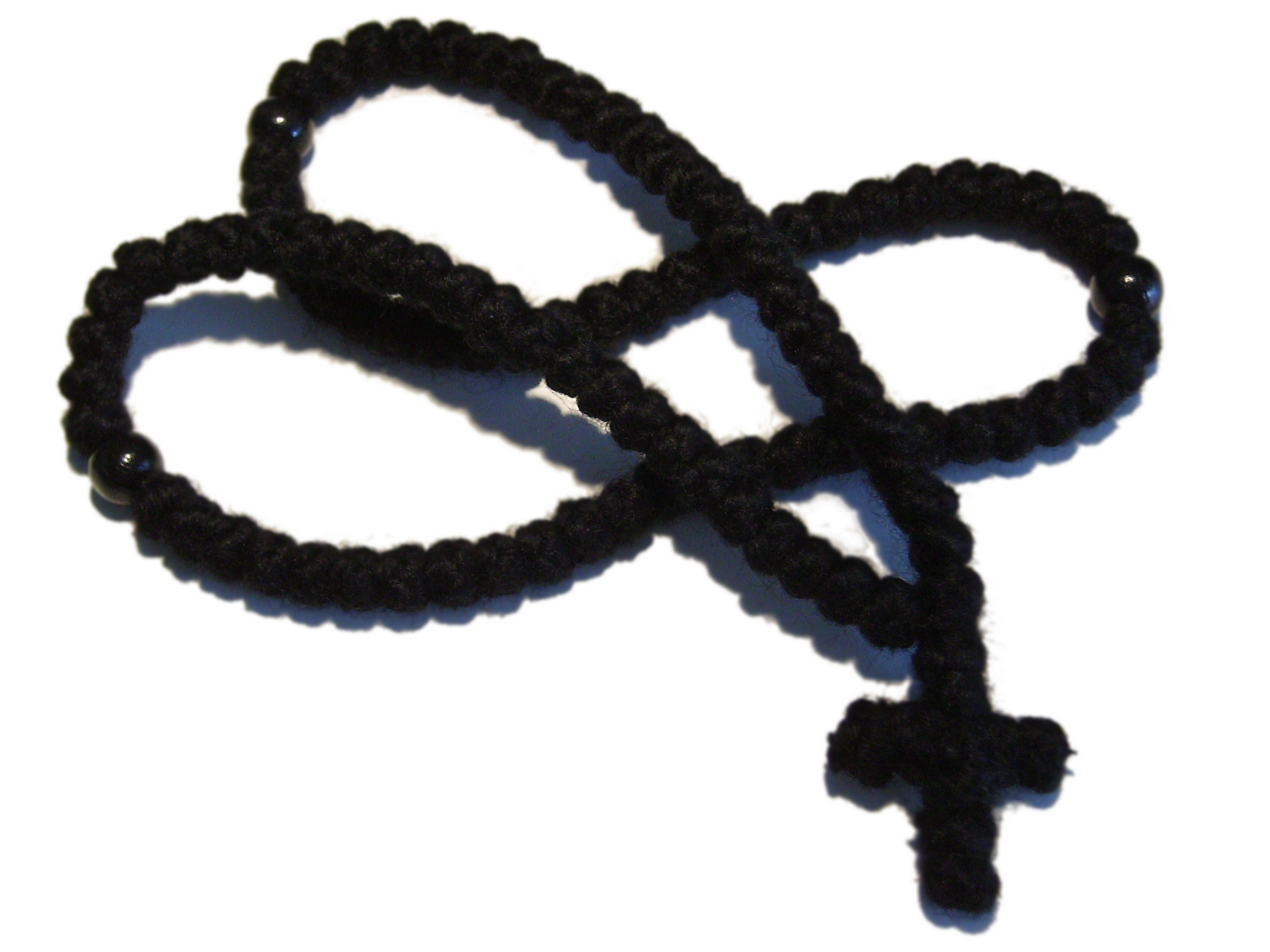
Dây cầu nguyện đen trong môn phái Chính thống giáo Đông phương

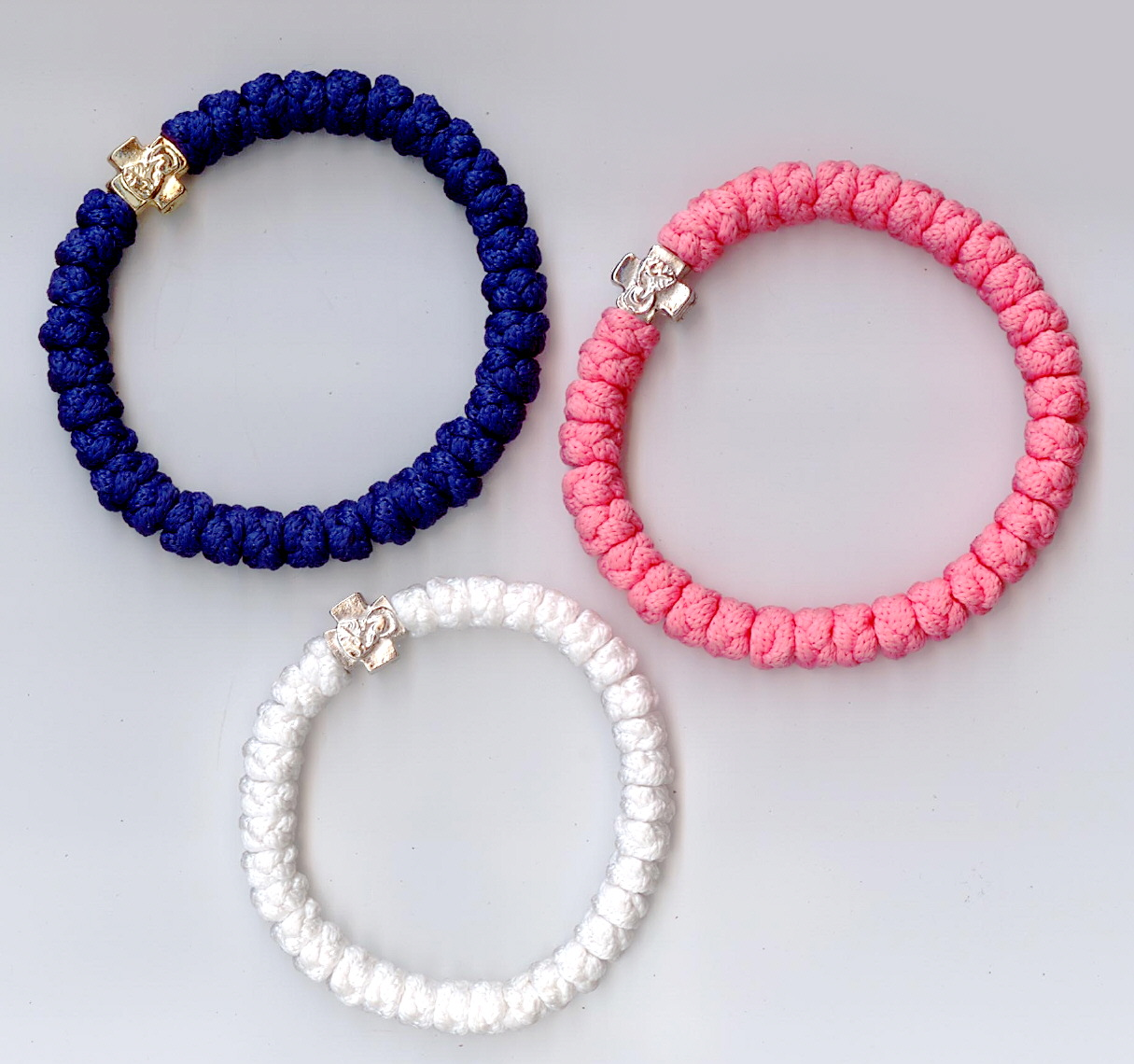
Dây cầu nguyện đa dạng màu sắc

Dây cầu nguyện (tiếng Hy Lạp: κομποσκοίνι - komboskini; tiếng Nga: чётки - chotki (most common term) or вервица - vervitsa (literal translation); tiếng Ả Rập: مسبحة, đã Latinh hoá: misbaḥa; Romania: metanii / metanier; Serbia: бројаница - broyanitsa; tiếng Bulgaria: броеница - broyenitsa; tiếng Ai Cập Coptic: ⲙⲉⲕⲩⲧⲁⲣⲓⲁ - mequetaria/mequtaria) là một vòng lặp gồm các nút dệt phức tạp được hình thành theo hình chữ thập, thường làm từ len hoặc sợi tơ tằm. Các dây cầu nguyện là một phần của việc thực hành của các tu sĩ Chính Thống giáo và Công giáo Đông phương và được sử dụng bởi các tu sĩ (và đôi khi bởi những người khác) đếm số lần người ta cầu nguyện cho Lời cầu nguyện Chúa Giêsu hay thỉnh thoảng những lời cầu nguyện khác. Chuỗi cầu nguyện điển hình có ba mươi ba nút, tượng trưng cho ba mươi ba năm của đời sống Đức Kitô. Chính thống giáo Cổ Đông phương cũng sử dụng sợi dây cầu nguyện, với danh từ là cái tên trong tiếng Ai Cập.

## Mô tả

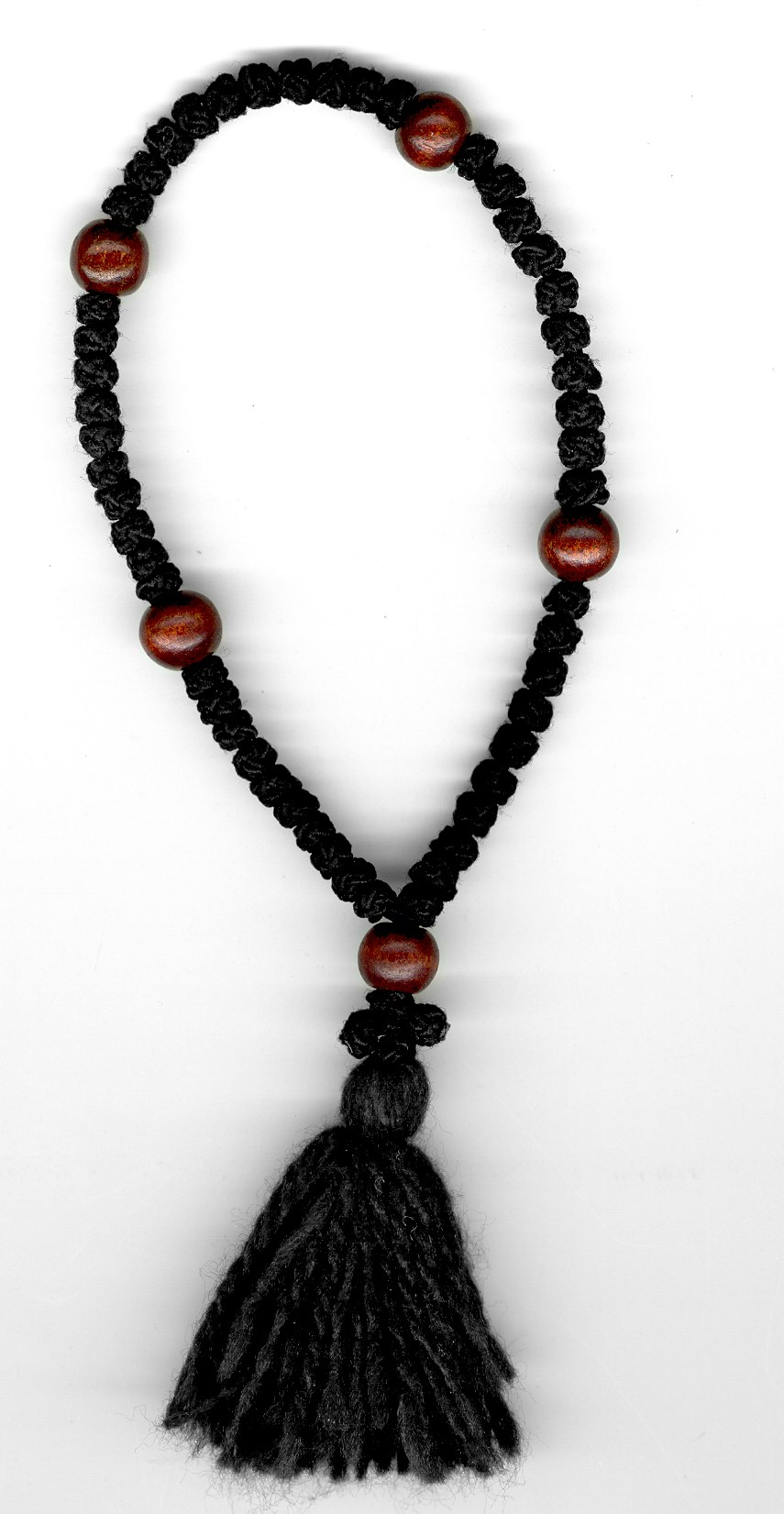
Dây cầu nguyện Chính thống phương Đông với 50 nút và 5 hạt bằng gỗ

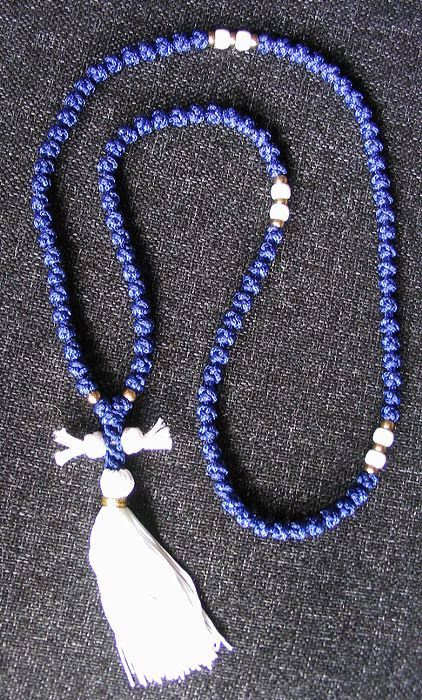
Dây cầu nguyện Hy Lạp với 300 nút

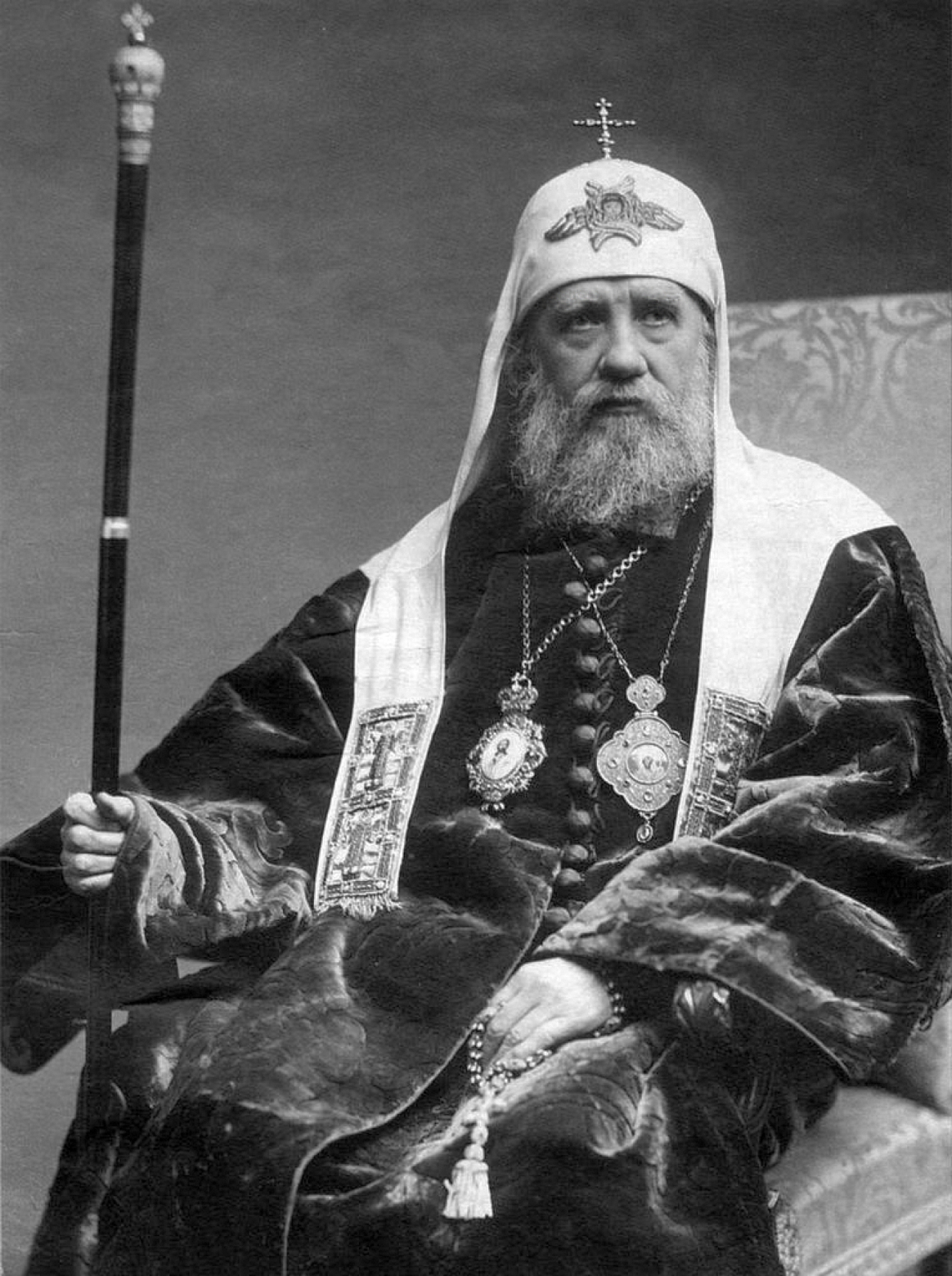
Thánh Tikhon của Moscow mặc áo thiền tông ta trong vai trò Tổ phụ của Mạc Tư Khoa và tất cả dân tộc Nga với một sợi dây trắng để cầu nguyện trong bàn tay trái

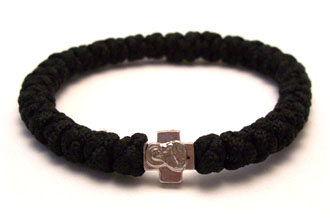
Dây cầu nguyện được thiết kế cho cổ tay

Về mặt lịch sử, sợi dây cầu nguyện thường có 100 nút, mặc dù cũng có dây thừng 150, 50 hoặc 33 nút cũng có thể được sử dụng ngày nay. Thậm chí có những sợi dây cầu nguyện nhỏ, 10 dây để mang trên ngón tay. Ẩn sư trong bang hội của họ có thể có dây cầu nguyện với khoảng 300 hoặc 500 nút.
Thông thường có một cây thánh giá đan, nơi dây cầu nguyện được nối với nhau để tạo thành một vòng lặp, và một vài
hạt ở những khoảng thời gian nhất định giữa các nút (thường là mỗi 10 hoặc 25 nút) để dễ dàng đếm. Dây cầu nguyện dài hơn thường có một cái sợi dây tủa tua ở cuối thập giá; mục đích của tua tủa là làm khô những giọt nước mắt rơi ra do sự trừng phạt chân thành đối với tội lỗi của một người. Tua cũng có thể được nói là đại diện cho vinh quang của Nước Trời, mà chỉ có thể đi qua Thánh giá.
Chuỗi cầu nguyện thường được làm từ lông con chiên, tượng trưng cho đàn cừu của Chúa Kitô; mặc dù trong thời hiện đại các chất liệu khác cũng được sử dụng. Màu truyền thống của dây thừng là màu đen (tượng trưng cho sự tang tóc đau thương cho tội lỗi của loài người), với tràng hạt là màu đen hoặc có màu. Các hạt (nếu chúng có màu) và ít nhất là một phần của tua là màu đỏ truyền thống, tượng trưng cho máu của Chúa Kitô và máu của những vị thánh tử vì đạo. Tuy nhiên, trong thời gian gần đây, dây thừng đã được nhuộm bằng nhiều màu khác nhau.
Mặc dù những sợi dây cầu nguyện thường được các tu sĩ thắt nút, những người cư sĩ cũng được phép buộc dây. Trong thực hành đúng đắn, người buộc dây cầu nguyện phải có đức tin thật và đời sống đạo đức và nên cầu nguyện với Chúa Giêsu và cầu nguyện suốt cả cuộc đời.
Theo người Nam Tư, dây cầu nguyện 33 dây phải nằm ở tay trái, và khi cầu nguyện, giữ ngón tay cái và ngón tay cái bàn tay phải. 33 nút tượng trưng cho thời đại của Chúa Giêsu khi ngài bị đóng đinh.
Trong đông phương chính thống, sợi dây cầu nguyện bao gồm 41, 64 hoặc 100 hạt và chủ yếu được sử dụng để đọc kinh nguyện Kyrie Eleison cũng như những lời khác như Lời cầu nguyện của Chúa và Magnificat. Liên quan đến hai con số đầu tiên, con số này cho thấy số lượng lông mi xỏ vào mắt Chúa Giêsu (39 theo phong tục của người Do Thái), vết thương lỗ được gây ra bởi cây giáo, và vương niệm gai, trong khi điều đó tượng trưng cho tuổi Mẹ Maria.

## Ăn mặc
Trong số các tín đồ chính thống của các quốc gia vùng Balkan, những sợi dây cầu nguyện nhỏ hơn 33 nút thường xuyên đeo quanh cổ tay. Trang sức này cũng phổ biến, mặc dù ít hơn, là đeo 100 hạt lớn xung quanh cổ người đeo.

## Sử dụng
Khi cầu nguyện, người sử dụng thường giữ dây cầu nguyện ở tay trái, để yên cho tay phải để làm Dấu hiệu Chữ thập giá. Khi không sử dụng, dây thừng truyền thống được quấn quanh cổ tay trái để chuyện ấy tiếp tục nhắc nhở người mặc phải siêng năng đọc kinh cầu nguyện lần hạt chuỗi mâm côi mà không dừng lại. Nếu không thực hành, có thể bỏ dây cầu nguyện vào trong túi (bên trái), nhưng không nên treo trên cổ hoặc treo lơ lửng trên đai. Lý do cho điều này là khiêm tốn: người ta không nên phô trương hoặc dễ thấy trong việc trưng bày sợi dây cầu nguyện để người khác nhìn thấy.
Trong thời gian hành đạo của họ (ngành nghề trong lãnh vực tôn giáo) các nhà sư và ni cô Chính Thống Đông Phương nhận dây cầu nguyện với những lời:

Accept, O brother (sister) (name), the sword of the Spirit which is the word of God (Ephesians 6:17) in the everlasting Jesus prayer by which you should have the name of the Lord in your soul, your thoughts, and your heart, saying always: "Lord Jesus Christ, Son of God, have mercy on me a sinner."
Con phải nhận lấy, anh/chị (tên), thanh gươm của Thánh Thần là Lời Chúa (Ê-phê-sô 6:17) trong lời cầu nguyện Đức Giêsu vĩnh cửu, qua đó con nên có danh Chúa trong tâm hồn mình, và trái tim của con, luôn luôn nói rằng: Lạy Chúa Giêsu Kitô, Con Thiên Chúa, xin thương xót con là một kẻ có tội

Chính thống giáo coi dây cầu nguyện là thanh kiếm của Thánh Linh, bởi vì lời cầu nguyện chân thành và lấy cảm hứng từ ân sủng của Chúa Thánh Thần là một vũ khí tiêu diệt ma quỷ.
Trong số một số tu sĩ chính thống (và đôi khi các tín hữu khác), những giờ chính quy và chuẩn bị cho Rước Lễ có thể được thay thế bằng cách cầu nguyện Chúa Giêsu Cầu nguyện một số lần tùy thuộc vào dịch vụ được thay thế. Theo cách này thì những lời cầu nguyện vẫn có thể được nói ngay cả khi sách dịch vụ vì một lý do nào đó không có sẵn hoặc người đó không biết chữ hoặc không thể đọc được dịch vụ; dây cầu nguyện trở thành một công cụ rất thiết thực trong những trường hợp như vậy, đơn giản chỉ để đếm số lời cầu nguyện nói. Tuy nhiên, trong số một số tu sĩ - hesychast, ví dụ - sự thay thế này là một phong tục tập quán.
Qua nhiều thế kỷ, các quy tắc tế bào khác nhau đã phát triển để giúp các cá nhân trong việc sử dụng sợi dây cầu nguyện hàng ngày. Tuy nhiên, không có một phương pháp chuẩn mực nào được sử dụng phổ quát trên khắp Giáo hội. Có thể có lễ lạy sau mỗi lần cầu nguyện hoặc sau một số lần cầu nguyện, tùy thuộc vào quy tắc cụ thể được tuân theo.
Không chỉ kin Cầu nguyện của Chúa Jêsus được sử dụng, mà các Kitô hữu phương Đông cũng có nhiều "những lời cầu xin hơi thở". Trái với suy nghĩ, họ không được nói đến bằng cách sử dụng hơi thở tinh thần, như điều đó chỉ có thể được xác định bởi một người cha tinh thần. Những lời cầu nguyện về hơi thở liên tục lặp lại trên sợi dây cầu nguyện có thể bao gồm: Chúa có lòng thương xót, Hãy đến Chúa Jêsus, Chúa tôi tin tưởng... Hãy giúp tôi không tin, Chúa cứu vớt tôi...